# عمرو واکد
عمرو واکد (به انگلیسی: Amr Waked) (زاده ۷ اوت ۱۹۷۲) بازیگر مصری است.
از فیلم‌های معروف او می‌توان به بازی در لوسی اشاره کرد. او همچنین در فیلم‌های سیریانا و صید ماهی آزاد در یمن نیز بازی کرده‌است.